# پایگاه داده شیمیایی
پایگاه دادهٔ شیمیایی به پایگاه داده‌ای گفته می‌شود که به‌طور خاص برای ذخیره اطلاعات شیمیایی طراحی شده‌است. این اطلاعات در مورد ساختارهای بلوری، شیمیایی، طیف‌ها، واکنش‌ها و سنتزها و داده‌های ترموفیزیکی است.

## انواع
| نام      | توسعه دهنده     | انتشار اولیه |
| -------- | --------------- | ------------ |
| اسکراب‌کم | جیسون برت هریس  | ۲۰۱۶         |
| پاب‌کم    | مؤسسه ملی سلامت | ۲۰۰۴         |
| ChEMBL   | EMBL-EBI        | ۲۰۰۹         |